# Wczesny dostęp (gry komputerowe)
Wczesny dostęp (ang. early access) – model finansowania gier komputerowych, w którym gracz kupuje nieukończoną jeszcze produkcję. Pieniądze pozyskane ze sprzedaży gry znajdującej się we wczesnej fazie produkcji są najczęściej przeznaczane na ukończenie procesu jej tworzenia.
Gra udostępniona we wczesnym dostępie zawiera tylko część elementów, które mają być obecne w finalnej wersji produktu, ale już na tym etapie produkcji jest ona grywalna. W grach udostępnionych we wczesnym dostępie bardzo często występują problemy techniczne i bardzo wysokie wymagania sprzętowe. Spowodowane jest to tym, że wyszukiwanie błędów i optymalizacja są jednymi z ostatnich etapów produkcji gier komputerowych. Gracze, którzy zakupią produkcję udostępnioną w early access, często aktywnie uczestniczą w procesie testowania produkcji, zgłaszają producentowi napotkane błędy oraz dzielą się swoimi pomysłami na forum gry. Z tego modelu finansowania najczęściej korzystają małe studia, które tworzą niezależne gry komputerowe bez wsparcia wydawców i z małym, ograniczonym kapitałem własnym.
Pierwsze gry z opcją wczesnego dostępu na Steamie pojawiły się w marcu 2013, natomiast w czerwcu 2015 usługę udostępniono także na konsoli Xbox One pod nazwą Xbox Game Preview. W czerwcu 2014 serwis Gamasutra opublikował wywiad z pracownikiem Sony, który powiedział o tym, że przedsiębiorstwo rozważa udostępnianie gier we wczesnym dostępie na PlayStation 4. 19 czerwca 2015 na stacjonarnej konsoli ósmej generacji od Sony pojawiła się gra Final Fantasy XIV: Heavensward udostępniona w ramach early access.
W listopadzie 2014 amerykańskie przedsiębiorstwo EEDAR, które zajmuje się badaniem rynku gier komputerowych, przedstawiło wyniki analizy programu Steam Early Access. Z opublikowanych badań wynika, że ukończono 25% produkcji, które wzięły udział w tym programie. Pozostałe gry są w trakcie tworzenia lub zostały porzucone jako nieukończone tytuły. W ramach programu wydano 103 gry w okresie od marca do końca grudnia 2013 i 255 produkcji od stycznia do września 2014. Ponadto z analizy wynika, że 85% z 367 gier wydanych w ramach Steam Early Access to nowe marki. Według serwisu Gamasutra sprzedaż gier w ramach wczesnego dostępu była jednym z trendów, które zdefiniowały branżę gier komputerowych w 2013.